# 912
912（九百十二、九一二、きゅうひゃくじゅうに）は、自然数また整数において、911の次で913の前の数である。

## 性質
- 912は合成数であり[1]、約数は1, 2, 3, 4, 6, 8, 12, 16, 19, 24, 38, 48, 57, 76, 114, 152, 228, 304, 456, 912である。(オンライン整数列大辞典の数列 A002808)
  - 約数の和は2480。(オンライン整数列大辞典の数列 A000203)[2]
  - 223番目の過剰数である。1つ前は910、次は918。(オンライン整数列大辞典の数列 A005101)[3]
- 912 = 223 + 227 + 229 + 233
  - 4つの連続する素数の和で表せる48番目の数である。1つ前は890、次は928。(オンライン整数列大辞典の数列 A034963)
- 912 = 71 + 73 + 79 + 83 + 89 + 97 + 101 + 103 + 107 + 109
  - 10個の連続する素数の和で表せる20番目の数である。1つ前は870、次は954。(オンライン整数列大辞典の数列 A127337)
- 912 = 82 + 82 + 282 = 162 + 162 + 202
  - 3つの平方数の和2通りで表せる179番目の数である。1つ前は907、次は916。(オンライン整数列大辞典の数列 A025322)[4]
- 912 = 24 × 38  = 24 × ( 24 + 14 )
  - n × (n + 14) における、n = 7 の時の値である。1つ前は851、次は975。(オンライン整数列大辞典の数列 A098848)
- 202番目のハーシャッド数である。1つ前は910、次は915。
  - 12を基とする19番目のハーシャッド数である。1つ前は840、次は1056。(オンライン整数列大辞典の数列 A333814)
- 912 = 24 × 3 × 19
  - 3つの異なる素因数の積で p 4 × q × r の形で表せる9番目の数である。1つ前は880、次は1040。(オンライン整数列大辞典の数列 A179644)
- n = 912 のとき n と n − 1 を並べた数を作ると素数になる。n と n − 1 を並べた数が素数になる102番目の数である。1つ前は910、次は928。(オンライン整数列大辞典の数列 A054211)[5]
- 約数の和が912になる数は7個ある。(518, 555, 681, 755, 791, 851, 911) 約数の和7個で表せる4番目の数である。1つ前は744、次は1092。
- 各位の和が12になる71番目の数である。1つ前は903、次は921。

## その他 912 に関連すること
- 西暦912年
- 紀元前912年
- 912SH
- 912T
- 京王サヤ912形貨車は、京王電鉄の長物車。
- 912号線 (オーストリア)
- ポルシェ・912は、ドイツのポルシェのスポーツカー。
- 旧約聖書の創世記においてアダムの子セトの享年は912歳である。1つ前のアダムは930、次のエノシュは905。(オンライン整数列大辞典の数列 A175726)